# حجة لحبيب
حَاجَّة الحبيب (مواليد 1970 مـ) صحفية بلجيكية سابقة وسياسية حاليا في الحزب الليبرالي الناطق بالفرنسية MR . تشغل منصب وزيرة الخارجية والتجارة الخارجية والشؤون الأوربية في حكومة دكرو الفيدرالية منذ 15 يوليو 2022.

## سيرة شخصية
أصلها جزائري، ولدت في بوسو يوم 21 يونيو 1970، وهي بلدية في إقليم هينو، ونشأت في بروكسل.
درست الصحافة والاتصالات في جامعة بروكسل الحرة (ULB). من 1993 حتى 1995 عملت مساعدة في كلية الصحافة في ULB ومن 1993 إلى 1997 كانت صحفية في RTL-TVI في لييج .
في مارس 1997، أصبحت صحفية في RTBF، إذ صارت مذيعة أخبار نشطة حتى عام 2019، وقدمت برامج مختلفة وكانت مسؤولة عن العلاقات العامة من 2020 إلى 2022. وقدمت لهذه القناة تقارير في مناطق الحروب، وخاصة في الشرق الأوسط وأفغانستان. وفي عام 2007، أنتجت حاجة الحبيب فلمًا وثائقيًا عن مصير المرأة الأفغانية: أفغانستان. اختيار المرأة ، فاز بجائزة الاتحاد الأوروبي للبث الذهبي عام 2008. عملتْ حاجة أيضًا في مؤسسة Solidaris International ، وهي منظمة تهدف إلى تعزيز الديمقراطية وتحسين الحقوق الاجتماعية والاقتصادية في إفريقيا وأمريكا اللاتينية والشرق الأوسط. وفي عام 2010، أصبحت سفيرة السنة الأوروبية 2010 لمكافحة الفقر والتهميش الاجتماعي، التي أنشأتها المديرية العامة للعمالة والشؤون الاجتماعية والإدماج التابعة للمفوضية الأوروبية .
وقدمت حاجة البرنامج الثقافي الشهري Le Quai des Belges على القناة الثقافية Arte Belgique و Flemish Kaai، وهو برنامج دُعيَ إليه كتاب فلمنكيين كُثُر. كما شاركتْ حاجة في Tout Le Ba 'zar، وهو برنامج ثقافي ثنائي اللغة بُثّ على Arte Belgique و La Une . وفي عام 2021، كلفتها حكومة بروكسل بمهمة التحضير لترشيح مدينة بروكسل عاصمة الثقافة الأوروبية في عام 2030.

### وزيرة للخارجية
في 15 يوليو 2022، لم يُتوقع أن تُعيّن حاجة الحبيب وزيرةً للخارجية والشؤون الأوروبية والتجارة الخارجية والمؤسسات الثقافية الفيدرالية في حكومة دكرو الفيدرالية، وقد عيّنها جورج لويس بوشيز. فكان تعيينها لافتاً للنظر، إذ لم يكن لحاجة الحبيب خبرة سياسية سابقة. واعتبرت خبرتها في هذا المجال أساساً لتعيينها. خلَفت صوفي فيلميس، التي استقالت من الحكومة لأسباب عائلية.